# ルイス・プエンソ
ルイス・プエンソ（Luis Puenzo、1946年2月19日 - ）はアルゼンチン・ブエノスアイレス出身の映画監督・脚本家。

## 来歴
多くのコマーシャルを手がけた後、1972年に映画監督としてデビュー。1985年の『オフィシャル・ストーリー』でアカデミー外国語映画賞を受賞。

## 主な監督作品
- オフィシャル・ストーリー La Historia oficial (1985)
- 私が愛したグリンゴ Old Gringo (1989)
- プレイグ La Peste (1992)